# Annika Kofoed
Annika Charlotta Kofoed, född 22 juni 1966 i Lund, är en svensk skådespelare, regissör och dramatiker.

## Biografi
Kofoed studerade vid Teaterhögskolan i Göteborg 1992–1995 och efter examen engagerades hon vid Intiman i Stockholm och på Boulevardteatern. Hon tillhör Helsingborgs stadsteaters fasta ensemble. Hon har där bland annat medverkat i Macbeth, Gengångare, Vem är rädd för Virginia Wolf?, Elektra, LisaLouise, Café Europa, Fröken Julie, Trettondagsafton, Fadren, Fyrverkerimakarens dotter, Alice i Äventyrslandet, Allt som är ditt, Duvorna, Politik, Damen i väntsalen, Resan till Melonia och Under hallonbusken.
Hösten 2012 regisserade hon den egna musikalen Nils Holgerssons underbara resa efter Selma Lagerlöfs berättelse vid Helsingborgs stadsteater. Denna följdes av musikalen Pelle Erövraren efter Martin Andersen Nexøs roman hösten 2014. Båda musikalerna i egen dramatisering och med musik av hennes make Per-Ola Nilsson (P-O Nilsson). Somrarna 2014 och 2015 fortsatte hon samarbetet med maken med manusarbete och regi av Bruksspelet i Klippan.
I TV- och filmsammanhang debuterade Kofoed 1994 i TV-serien År av drömmar. Hon har därefter bland annat medverkat i filmerna Lithivm (1998), Kontorstid (2003), Tur & retur (2003), Wallander – Den orolige mannen (2013) och Zon 261 samt i TV-serien S:t Mikael (1999).

## Filmografi
- 1994 – År av drömmar (TV-serie)
- 1997 – Solstenen (kortfilm)
- 1998 – Lithivm
- 1999 – S:t Mikael (TV-serie)
- 2003 – Kontorstid
- 2003 – Tur & retur
- 2013 – Wallander – Den orolige mannen
- 2014 – Zon 261

## Teater

### Roller (ej komplett)
| År   | Roll                                | Produktion                                                                            | Regi               | Teater                                      |
| ---- | ----------------------------------- | ------------------------------------------------------------------------------------- | ------------------ | ------------------------------------------- |
| 1997 | Phyllis Hogan                       | Feta män i kjol (Fat Men in Skirts) Nicky Silver                                      | Jan Nielsen        | Helsingborgs stadsteater                    |
| 1999 | Direktörsfrun Konsulten Karin Sonja | Rika barn leka bäst Carin Mannheimer                                                  | Birgitta Palme     | Helsingborgs stadsteater                    |
| 1999 | Monique Pons                        | Västra kajen (Quai Ouest) Bernard-Marie Koltès                                        | Thomas Müller      | Helsingborgs stadsteater                    |
| 2000 | Lady Macbeth                        | Macbeth William Shakespeare                                                           | Ulla Gottlieb(da)  | Helsingborgs stadsteater                    |
| 2000 | Janine                              | Den samvetslöse mördaren Hasse Karlsson... Henning Mankell                            | Jan Nielsen        | Helsingborgs stadsteater                    |
| 2000 | Regine Engstrand                    | Gengångare (Gengangere) Henrik Ibsen                                                  | Christian Tomner   | Helsingborgs stadsteater                    |
| 2001 | Angela Gael                         | Ohörda rop - Wolf Lullaby (Wolf Lullaby) Hilary Bell                                  | Anna Potter        | Helsingborgs stadsteater                    |
| 2001 | Lauren                              | Shang-a-lang Catherine Johnson                                                        | Jan Modin          | Helsingborgs stadsteater                    |
| 2001 | Honey                               | Vem är rädd för Virginia Woolf? (Who's Afraid of Virginia Woolf?) Edward Albee        | Christian Tomner   | Helsingborgs stadsteater                    |
| 2002 | Lavinia Mannon                      | Klaga månde Elektra (Mourning Becomes Electra) Eugene O'Neill                         | Göran Stangertz    | Helsingborgs stadsteater                    |
| 2002 |                                     | En julsaga (A Christmas Carol in Prose) Charles Dickens                               | Fransesca Quartey  | Helsingborgs stadsteater                    |
| 2003 | LisaLouise                          | LisaLouise Majgull Axelsson                                                           | Wiveka Warenfalk   | Helsingborgs stadsteater                    |
| 2004 | Flicka 1                            | Café Europa (A şaptea cafanã) Dumitru Crudu(ro), Mihai Fusu och Nicoleta Esinencu(en) | Carl Kjellgren     | Helsingborgs stadsteater                    |
| 2004 | Julie                               | Frk. Julie August Strindberg                                                          | Göran Stangertz    | Helsingborgs stadsteater                    |
| 2007 | Olivia                              | Trettondagsafton (Twelfth Night, or What You Will) William Shakespeare                | Michael Cocke      | Helsingborgs stadsteater                    |
| 2007 | Madame de Tourvel                   | Farliga förbindelser (Les Liaisons dangereuses) Christopher Hampton                   | Solbjørg Højfeldt  | Helsingborgs stadsteater                    |
| 2008 | Mirna                               | Borta bra hemma bäst Alma Kirlić                                                      | Anna Novovic       | Helsingborgs stadsteater                    |
| 2008 | Laura                               | Fadren August Strindberg                                                              | Jan Nielsen        | Helsingborgs stadsteater                    |
| 2008 | Lord Parakit                        | Fyrverkerimakarens dotter (The Firework-Maker's Daughter) Philip Pullman              | Anette Norberg     | Helsingborgs stadsteater                    |
| 2010 | Larven                              | Alice i äventyrslandet - en äventyrlig vandringsföreställning Lewis Carrol            | Hilde Brinchmann   | Helsingborgs stadsteater                    |
| 2010 | Chefen                              | Hit och dit men ganska långt bort Johan Althoff                                       | Voula Kereklidou   | Helsingborgs stadsteater                    |
| 2011 |                                     | Allt som är ditt Anna Novovic                                                         | Anna Novovic       | Helsingborgs stadsteater                    |
| 2011 | Gerlinde Bertrand                   | Duvorna (Die Tauben) David Gieselmann                                                 | Alexander Öberg    | Helsingborgs stadsteater                    |
| 2011 | Helena Hansson                      | Politik Henning Mankell                                                               | Vibeke Bjelke      | Helsingborgs stadsteater                    |
| 2011 | Ariel                               | Resan till Melonia Per Åhlin                                                          | Sara Cronberg      | Helsingborgs stadsteater                    |
| 2012 | Klara                               | Under hallonbusken Maria Blom                                                         | Jan Modin          | Helsingborgs stadsteater                    |
| 2013 |                                     | Alice i Underlandet (Alice's Adventures in Wonderland) Lewis Carroll                  | Ronny Danielsson   | Helsingborgs stadsteater                    |
| 2015 | Władek                              | Vår klass (Nasza klasa) Tadeusz Słobodzianek                                          | Anja Suša          | Helsingborgs stadsteater                    |
| 2015 |                                     | Mio, min Mio Astrid Lindgren                                                          | Dennis Sandin      | Helsingborgs stadsteater                    |
| 2016 |                                     | På gränsen Anna Pettersson                                                            | Anna Pettersson    | Helsingborgs stadsteater/ Malmö stadsteater |
| 2016 |                                     | Det blåser hela tiden Anders Duus                                                     | Michael Cocke      | Helsingborgs stadsteater                    |
| 2018 |                                     | Drottningens juvelsmycke Carl Jonas Love Almqvist                                     | Örjan Andersson    | Helsingborgs stadsteater                    |
| 2019 | Stina Helga Hök                     | Jerusalem Selma Lagerlöf                                                              | Madeleine Røn Juul | Helsingborgs stadsteater                    |
| 2021 | Kreon                               | Antigone (Ἀντιγόνη) Sofokles                                                          | Örjan Andersson    | Helsingborgs stadsteater                    |
| 2021 | Sofia                               | Bröderna Lejonhjärta Astrid Lindgren                                                  | Ronny Danielsson   | Helsingborgs stadsteater                    |
| 2022 |                                     | Flugornas herre (Lord of the Flies) William Golding                                   | Johan Paus         | Helsingborgs stadsteater                    |
| 2024 |                                     | Oceanen vid vägens slut (The ocean at the end of the lane) Neil Gaiman                | Maria Löfgren      | Helsingborgs stadsteater                    |

### Regi (ej komplett)
| År   | Produktion                      | Upphovsmän                                                     | Teater                   |
| ---- | ------------------------------- | -------------------------------------------------------------- | ------------------------ |
| 2010 | Znack: tro, hopp och krogshow   |                                                                | Helsingborgs stadsteater |
| 2012 | Kärleksbrev Love Letters        | A. R. Gurney(en) Översättning Per Erik Wahlund                 | Helsingborgs stadsteater |
| 2012 | Nils Holgerssons underbara resa | Selma Lagerlöf Dramatisering Annika Kofoed                     | Helsingborgs stadsteater |
| 2019 | En alldeles särskild dag        | Bim Wikström och PO Nilsson                                    | Helsingborgs stadsteater |
| 2020 | Äppelkriget                     | Hans Alfredson och Tage Danielsson Dramatisering Annika Kofoed | Helsingborgs stadsteater |